# Larike-Wakasihu jezik
Larike-Wakasihu jezik (ISO 639-3: alo), jedan od tri hoamoal jezika, šire centralnomolučke skupine, kojim govori 12 600 ljudi (1987 SIL) na indonezijskom otoku Ambon. Sela se nalaze na jugozapadu poluotoka Hitu, to su: Larike, Wakasihu, Tapi, Allang i Lai. 
Govore se tri dijalekta, allang [alo-all], wakasihu [alo-wak] i larike [alo-lar]. Allangom govore samo starije osobe. Pismo: latinica.

## Vanjske poveznice
- Ethnologue (14th)
- Ethnologue (15th)
- The Larike-Wakasihu Language